# Чернаводэ
Чернаводэ (рум. Cernavodă, ранее Czernawoda, назв. славянского происхождения, тур. Boğazköy, Боазкёй) — город в Румынии, в жудеце Констанца.

## История
В византийскую эпоху, с IV века н. э. этот городок и перевалочный пункт на Дунае был известен под греческим именем Аксиуполис (греч. Αξιουπολις) и принадлежал феме Малая Скифия. Свою роль как перевалочный пункт город сохранил вплоть до XIX века. По имени города названа доисторическая Культура Чернаводэ.
В новейшей истории город известен, в том числе, благодаря своему уроженцу Иосифу Мисиодаксу; 1735, Чернаводэ — 1780, Вена), греческому писателю и просветителю. Иосиф окончил Афонскую академию, учился в греческой Академии Смирны (сегодняшний Измир, 1753) и в итальянской Падуе (1760). В 1765 г. возглавил Автентистскую Академию в Яссах. С 1777 г. жил в Венеции, Триесте и Вене в крайней бедности, но сумел при этом издать ряд своих книг. Греческие историки единогласны в оценке значительного вклада Иосифа в греческое Просвещение, причём большая часть историков (как, например, Д. Фотиадис) с признательностью приходят к заключению, что скорее всего Иосиф был не этническим греком, а эллинизированным молдаванином или валахом.

## Экономика
В настоящее время близ города расположена одноимённая атомная электростанция, вырабатывающая около 18 % румынской электроэнергии. Здесь также берёт начало канал «Дунай — Чёрное море».